# Île Haswell
L'île Haswell est la principale île de l'archipel des îles Haswell, en Antarctique.

## Histoire
Elle a été découverte par l'expédition antarctique australasienne (1911-1914) de Douglas Mawson qui la nomme d'après William Aitcheson Haswell.
Elle est connue pour son importante rookerie de manchots empereur.